# Empress of Britain (Schiff, 1956)
Die Empress of Britain (III) war ein Passagierschiff, das 1956 für die kanadische Reederei Canadian Pacific Steamships gebaut wurde. Es war das dritte Schiff dieser Reederei, das den Namen Empress of Britain trug. Das Schiff blieb bis 2008 im Dienst und galt zuletzt als eines der dienstältesten aktiven Hochsee-Passagierschiffe der Welt.

## Dienstzeit

### Empress of Britain
Die Empress of Britain wurde bei Fairfield Shipbuilding in Govan gebaut. Der Stapellauf des Schiffes fand am 22. Juni 1955 statt. Taufpatin war Königin Elisabeth II. Elf Monate später wurde das neue Schiff am 20. April 1956 auf der Route von Liverpool nach Montreal als Royal Mail Ship in Dienst gestellt. Anfang der 1960er begann dieser Liniendienst jedoch unrentabel zu werden, weshalb das Schiff bereits 1964 ausgemustert und zum Verkauf angeboten wurde.

### Queen Anna Maria
Im November 1964 wurde die Empress of Britain an die griechische Greek Line verkauft und umgebaut. Unter anderem wurde dabei ein Pool am Heck des Schiffes eingebaut. 1965 wurde das Schiff als Queen Anna Maria auf der Strecke von Haifa nach New York in Dienst gestellt. Das Schiff blieb zehn Jahre lang auf dieser Route, bis die Greek Line 1975 Insolvenz anmelden musste und aufgelöst wurde. Die Queen Anna Maria wurde kurz darauf in Piräus aufgelegt.

### Carnivale

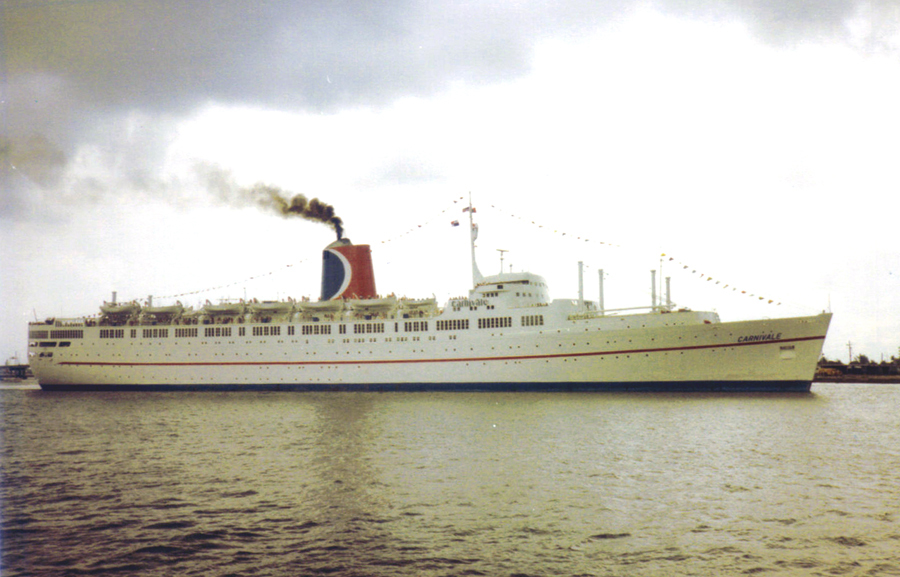
Als Carnivale im Juni 1984

1976 wurde das Schiff an die noch junge Kreuzfahrtreederei Carnival Cruise Lines verkauft und in Carnivale umbenannt. Zur damaligen Flotte von Carnival Cruises zählte außerdem noch die ehemalige Empress of Canada, die ebenfalls für Canadian Pacific Steamships gebaut wurde und nun den Namen Mardi Gras trug. Beide Schiffe wurden erfolgreich für Kreuzfahrten in der Karibik eingesetzt. 1993 wurde die Carnivale ausgemustert, nachdem Carnival Cruises seine Flotte durch Neubauten modernisiert hatte.

### Fiesta Marina
Das Schiff wurde als Fiesta Marina an die eigens für sie gegründete Fiesta Marina Cruises verchartert, die ebenfalls zu Carnival Cruises gehörten. Im Oktober 1993 brach das Schiff zu seiner ersten Kreuzfahrt auf. Die neue Reederei wurde ausschließlich in Südamerika vermarktet. Dies war jedoch ohne Erfolg, weshalb Fiesta Marina Cruises nach nur elf Monaten im September 1994 wieder aufgelöst wurde. Die Fiesta Marina wurde abermals zum Verkauf angeboten.

### Olympic
Noch im selben Jahr fand das Schiff mit der griechischen Epirotiki Lines einen neuen Käufer. Das Schiff wurde in Olympic umbenannt und zwei Jahre lang für Kreuzfahrten im Mittelmeer eingesetzt. 1996 wurde das Schiff an Royal Olympic Cruises verchartert, die es weiterhin für Mittelmeerkreuzfahrten einsetzten. Nach einem Jahr im Dienst für Royal Olympic wurde das Schiff 1997 verkauft.

### The Topaz/Topaz

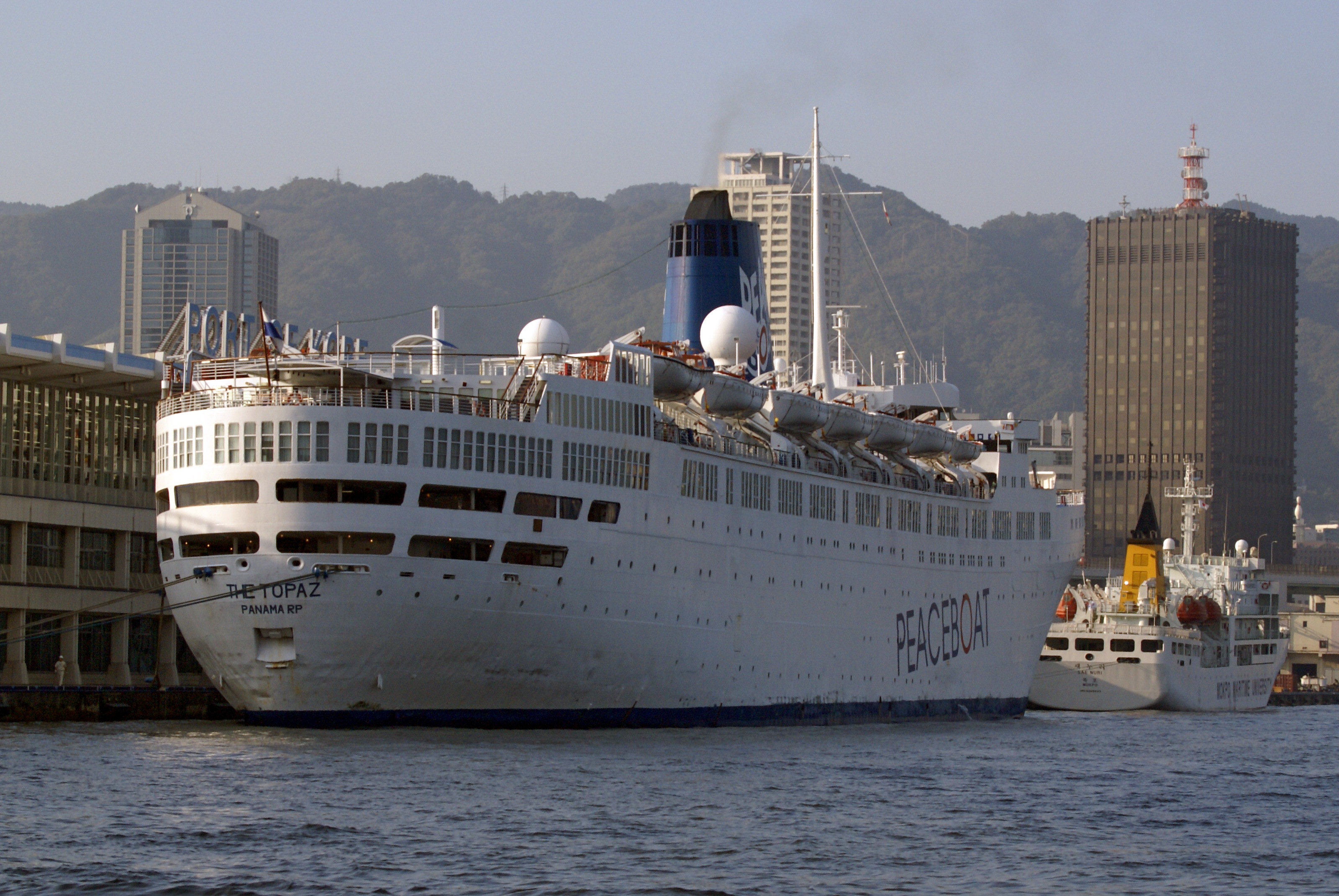
Heckansicht der The Topaz

1997 wurde das Schiff von Thomson Cruises gekauft und als The Topaz weiterhin für Kreuzfahrten im Mittelmeer eingesetzt. 2003 verkaufte Thomson das Schiff an die Hilfsorganisation Peace Boat. Nach fünf Jahren im Dienst suchte Peace Boat einen neuen Käufer für das mittlerweile über 50 Jahre alte Schiff, das zu den ältesten aktiven Passagierschiffen der Welt gehörte. Peace Boat hatte 2007 mit der Clipper Pearl ein moderneres Schiff gechartert, das besser für die Aufgaben der Organisation geeignet war. Obwohl sich die The Topaz in einem sehr guten Zustand befand, fand sich kein Käufer für das Schiff. Am 6. Juni 2008 wurde es auf den letzten Eigner Erroll Limited eingetragen und der Name zum 1. Juli zur Überführung zum Abbruch auf Topaz verkürzt. Noch auf dem Weg nach Indien erlitt das Schiff Beschädigungen am Bug, als es am 15. Juni 2008 vom Tanker Champion Brali gerammt wurde.
Das Schiff traf am 4. Juli bei den Abwrackwerften in Alang ein, wo es am 5. Juli 2008 zum Abbruch auf den Strand gesetzt wurde. Mit der ehemaligen Empress of Britain verschwand der letzte noch existierende Dampfer der Canadian Pacific Steamships.

## Das Schwesterschiff
Das Schwesterschiff der Empress of Britain, die Empress of England hatte eine wesentlich kürzere Dienstzeit als ihr Schwesterschiff. Das 1957 in Dienst gestellte Schiff wurde 1970 an die Shaw, Savill & Albion Steamship Company verkauft, die es in Ocean Monarch umbenannten. 1975 wurde das Schiff schließlich ausgemustert und nach nur 18 Dienstjahren in Kaohsiung verschrottet.